# Pénzes pér
A pénzes pér (Thymallus thymallus) a sugarasúszójú halak (Actinopterygii) osztályának lazacalakúak (Salmoniformes) rendjébe, ezen belül a lazacfélék (Salmonidae) családjába tartozó faj.
Európa hegyi folyóinak lakója ez a horgászok által kiváló sporthalként számon tartott faj. Horgászata a pisztrángozáshoz hasonlóan nagy élményt nyújt. Fehér húsa szálkamentes, és vetekszik a pisztrángéval. A magyarországi halfaunának nem állandó tagja, de mint természeti érték, minden alkalmilag felbukkanó példány védelmet élvez. A pénzes pér más elnevezése még a pénzes pisztráng, a lepényhal, és az ón.
A német sporthorgász szövetség és az osztrák testvérszervezet kuratóriuma 2011-re kiválasztotta, mint az év halát, hogy ezzel is ráirányítsa a fajra a természetvédők figyelmét.

## Előfordulása
A pénzes pér Nyugat-, Közép- és Kelet-Európa kemény talajú, gyors folyású, oxigéndús vizeiben él, de elterjedése nagyon rendszertelen. Állományai többfelé nagyon megfogytak és Magyarország vizeibe csak alkalmilag téved. Különösen érzékenyen reagál a környezetszennyezésre, ezért azon fajok közé tartozik, melyek az elsők között tűnnek el a vízminőség romlása esetén.

### Hasonló fajok
Legjobban hasonlít hozzá a nagy maréna, de annak szája félig alsó állású, és hátúszójában 9-11 osztott sugár található. A másik marénafaj a törpemaréna is hasonló, de annak hátúszójában 8-11 elágazó sugár található és szája félig fölső állású. A pontyféléktől jól megkülönböztethető azáltal, hogy a pér zsírúszót is visel.

## Megjelenése
A hal teste mérsékelten nyújtott, oldalról lapított, feje kicsi, szeme nagy és az orra hegyes. Cikloid pikkelyei kicsinyek, 74-96 darab található az oldalvonal mentén. A szokatlanul magas, hosszú hátúszó és a farokúszó között zsírúszó van. Szájnyílása kicsi, legfeljebb a szem elülső szegélyéig ér; felső állkapcsa előrenyúlik. Mindkét állkapcsán ülnek fogak. A hátúszó jóval a hasúszók eleje előtt kezdődik; a hím hát- és farok alatti úszója, valamint hasúszói hosszabbak a nőstényénél. Hátoldala szürkészöld vagy kékesszürke, oldalai és hasoldala az ezüstfehértől a sárgaréz színűig változik, ívás idején bíboros csillogással. Hátán és oldalain 3-5 sorban elszórt sötétebb zöldes-lilás foltok vannak. Szürke színű hátúszója 4-5 sorban elhelyezkedő vörhenyes szemfoltokkal. A páros úszói sárgásak, pirosas árnyalattal. Ívási időszakban a hímek oldala megváltozik és vörhenyes árnyalatúra vált. Testhossza általában 25-35 centiméter, de elérheti a 60 centiméteres hosszúságot és a 6,7 kilogrammos testtömeget is.

## Életmódja
A hegyi patakok bővebb vizű szakaszain fordul elő. Gyakran felhúzódik a pisztráng életterébe, de nagyobb áradások után az alacsonyabb, paduc vagy márna szinttájon is megtalálható. Kivételesen tavakban is kialakulhat állománya, de ívni a befolyó patakokba vándorol. Tápláléka férgek, csigák, vízi és repülő rovarok, apró halak és ikrák.

## Szaporodása
A pénzes pér, március és június között ívik 6-8 °C-os hőmérsékletű vízben. A hímek a második, a nőstények a harmadik éves korukban lesznek ivarérettek. Az ikrás az elöntött kavicszátonyon gödröt kapar és a 2,5-4 milliméter átmérőjű ikrákat a megtermékenyítés után kaviccsal takarja be. Az ikrák száma 3000-6000 között van.  A 8-9 milliméter hosszú lárvák 20-30 nap múlva bújnak elő.

## Képek a halról

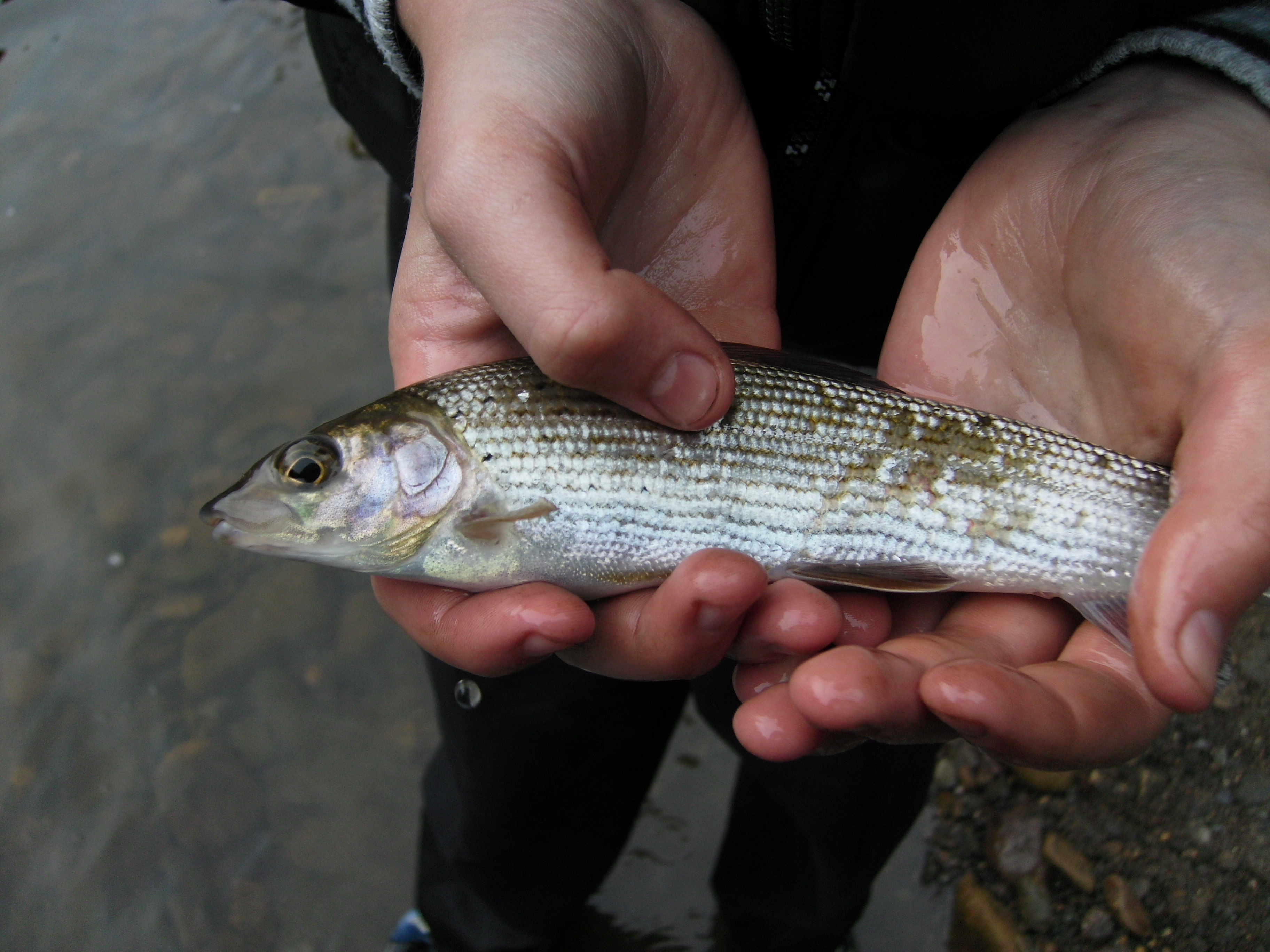
Az északkelet-angliai Derwent folyóból kifogott példány
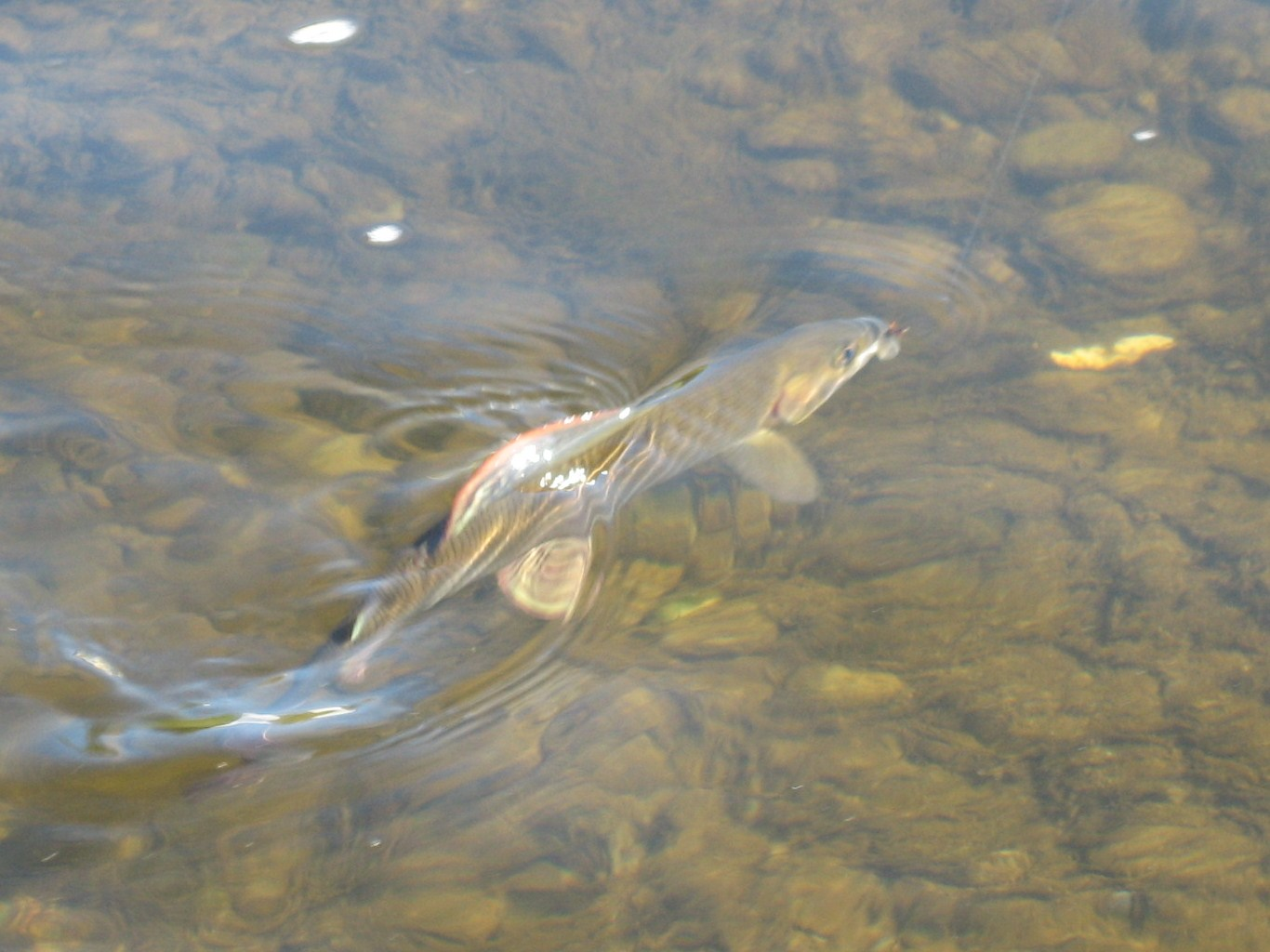
Egy horogvégre került példánya
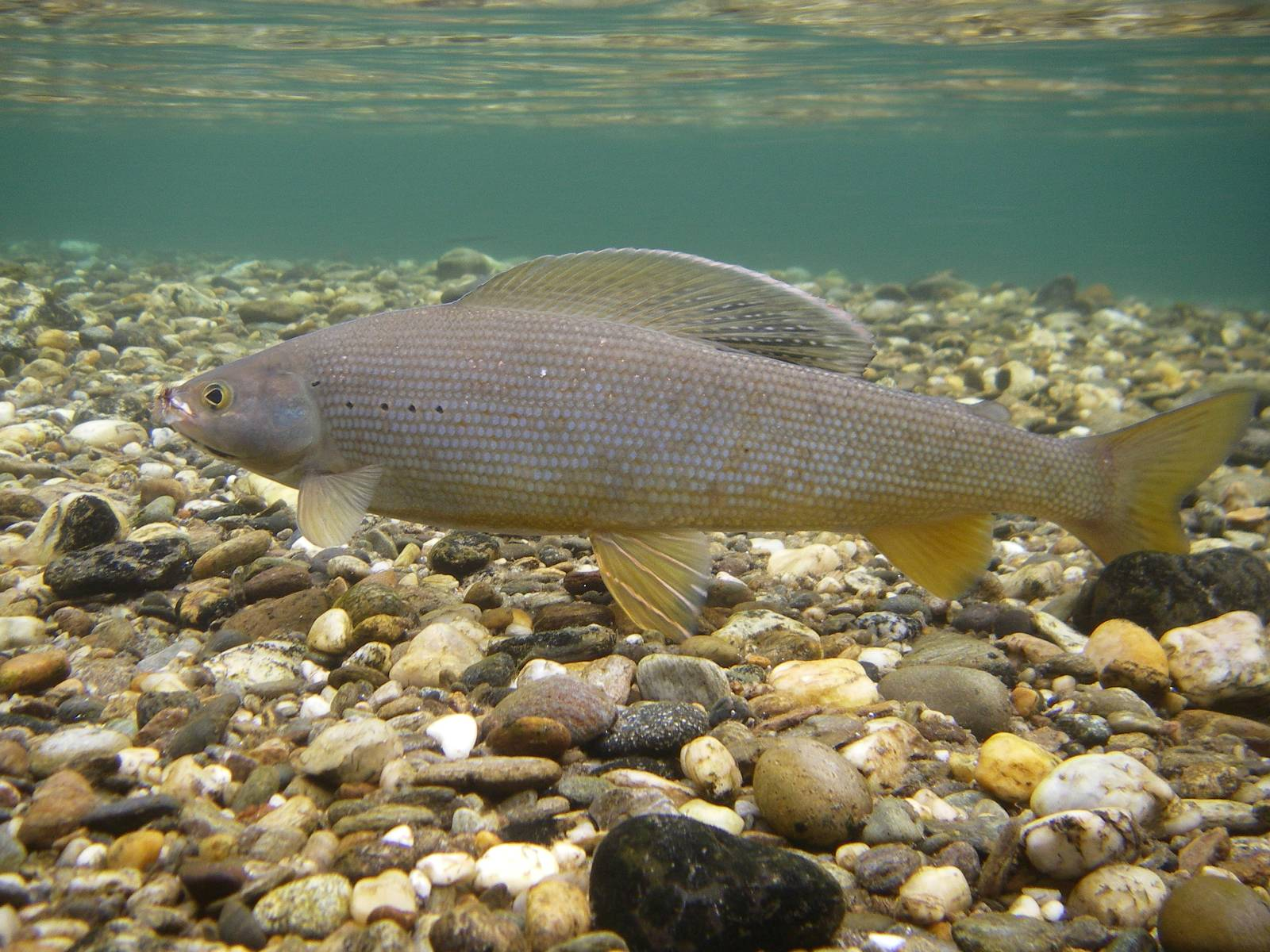
Közeli rokonfaj az Alaszkában élő Thymallus arcticus
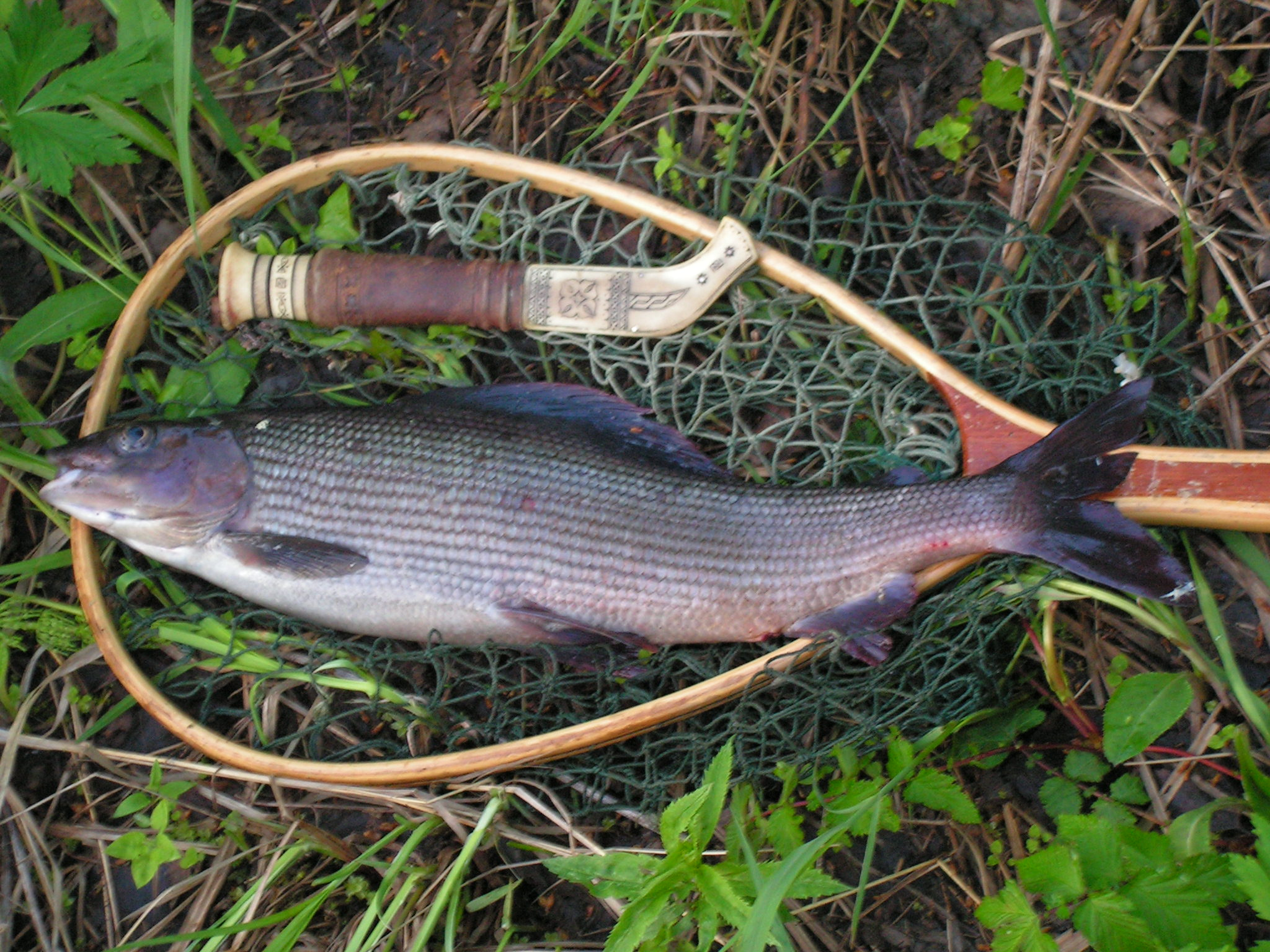
Finnországból származó pénzes pér
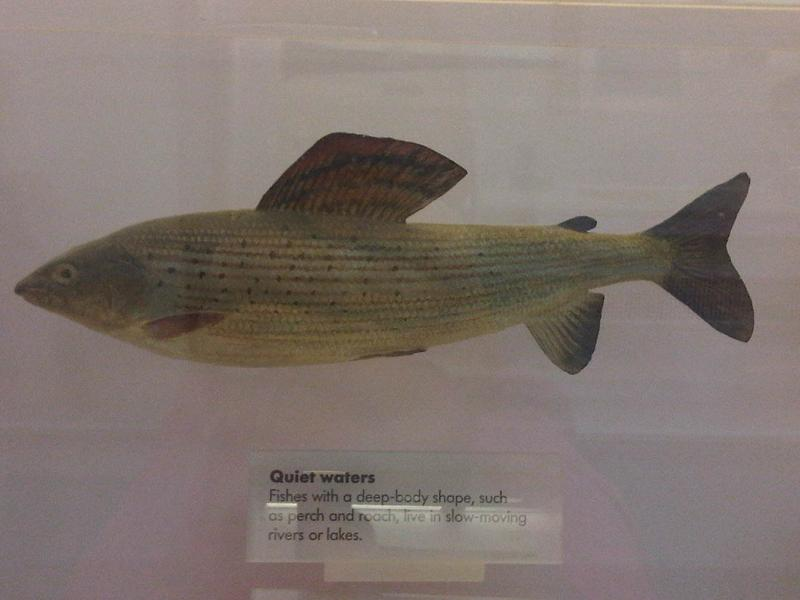
Pénzes pér a londoni Természettudományi Múzeumban

### Internetes leírások a pénzes pérről
- A faj szerepel a Természetvédelmi Világszövetség Vörös Listáján. IUCN. (Hozzáférés: 2010. november 6.)
- A faj adatlapja a FishBase oldalán. FishBase. (Hozzáférés: 2010. november 6.)
- Grayling (fish) Thymallus thymallus (Linnaeus, 1758). BioLib.cz. (Hozzáférés: 2010. június 19.)
- A taxon adatlapja az ITIS adatbázisában. Integrated Taxonomic Information System. (Hozzáférés: 2010. augusztus 5.)
- Thymallus thymallus (Linnaeus, 1758) (angol nyelven). Encyclopedia of Life. (Hozzáférés: 2010. november 6.)